# Regiunea Vâlcea

Regiunea Vâlcea în cadrul împărţirii administrative a României 1950-1952

Regiunea Vâlcea a fost o diviziune administrativ-teritorială situată în zona de centru-sud a Republicii Populare Române, înființată în anul 1950, când au fost desființate județele (prin Legea nr.5/6 septembrie 1950). Ea a existat până în anul 1952, când teritoriul său a fost încorporat în regiunile Pitești și Craiova. 

## Istoric
Reședința regiunii a fost la Râmnicu Vâlcea, iar teritoriul său cuprindea o suprafață asemănătoare cu cea a actualului județ Vâlcea.

## Vecinii regiunii Vâlcea
Regiunea Vâlcea se învecina:
- 1950-1952: la est cu regiunea Argeș, la sud cu regiunea Dolj, la vest cu regiunile Gorj și Hunedoara, iar la nord cu regiunea Sibiu.

## Raioanele regiunii Vâlcea
Între 1950 și 1952, regiunea Vâlcea cuprindea 6 raioane: Bălcești, Horezu, Lădești, Loviștea și Râmnicu-Vâlcea.